# Merica ektyphos
Merica ektyphos is een slakkensoort uit de familie van de Cancellariidae. De wetenschappelijke naam van de soort is voor het eerst geldig gepubliceerd in 2000 door Petit & Harasewych.